# Avvakkotunturi

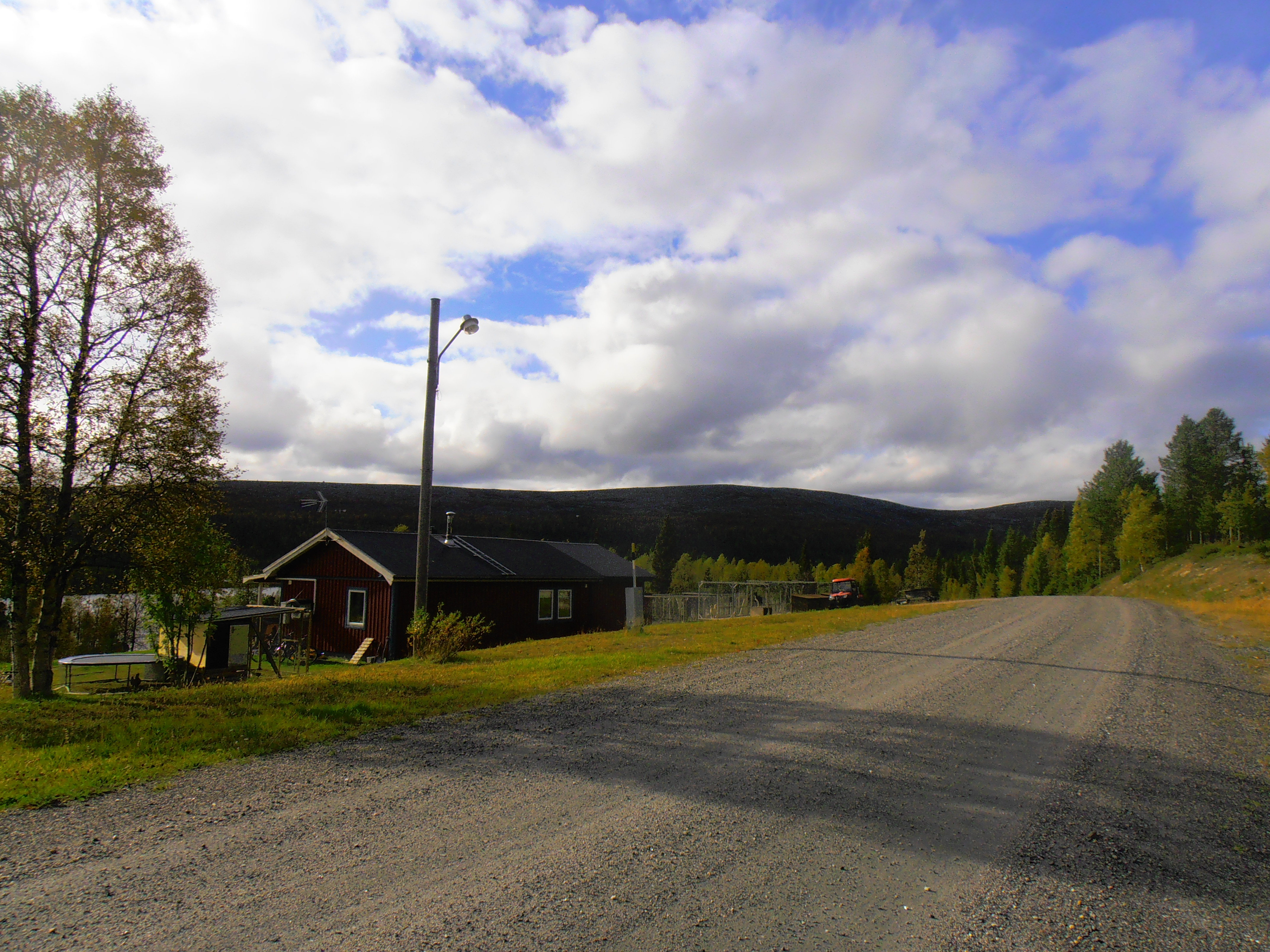
Orten Avvakko med Avvakkotunturi i fonden, augusti 2016.

Avvakkotunturi är ett lågfjäll i Gällivare kommun, Norrbottens län. Fjället är beläget cirka fem kilometer nordväst om Moskojärvi och en kilometer väster om orten Avvakko. Berget är 755 meter högt och sträcker sig 70 meter över havet. Avvakkotunturi är en del av Lina fjällurskogs naturreservat, Natura 2000-område samt nyttjas av Girjas sameby.